# Kirsten Jensen-Plum
Kirsten Jensen-Plum (30 de noviembre de 1961) es una deportista danesa que compitió en remo. Ganó una medalla de oro en el Campeonato Mundial de Remo de 1984, en la prueba de doble scull ligero.

## Palmarés internacional
| Campeonato Mundial | Campeonato Mundial | Campeonato Mundial | Campeonato Mundial |
| Año                | Lugar              | Medalla            | Prueba             |
| ------------------ | ------------------ | ------------------ | ------------------ |
| 1984               | Montreal (Canadá)  | Medalla de oro     | Doble scull ligero |